# كلية فورمان كريستيان
كلية فورمان كريستيان (بالإنجليزية: Forman Christian College)‏  هي جامعة خاصة، تأسست في 1863، في باكستان، وكان مؤسسها هو تشارلز ويليام فورمان.